# Mavrovsko Ezero
Mavrovsko Ezero (makedonska: Мавровско Езеро) är en reservoar i Nordmakedonien. Den är belägen i kommunen Mavrovo i Rostuša, i den västra delen av landet, 60 kilometer sydväst om huvudstaden Skopje. Mavrovsko Ezero ligger 1 217 meter över havet. Arean är 10,3 kvadratkilometer. Den sträcker sig 6,6 kilometer i nord-sydlig riktning, och 5,7 kilometer i öst-västlig riktning.
Följande samhällen ligger vid Mavrovsko Ezero:
- Mavrovi Anovi (914 invånare)
- Mavrovo (166 invånare)